# Бердяш (Зилаирский район)
Бердяш (баш. Бирҙәш, чув. Петреш) — село в Зилаирском районе Башкортостана России, административный центр Бердяшского сельсовета.

## Географическое положение
Расстояние до:
- районного центра (Зилаир): 20 км,
- ближайшей железнодорожной станции (Саракташ): 100 км.

## История
По некоторым данным часть чувашского  населения села является ассимилированными татарами, на это косвенно указывают данные П. И. Рычкова. По другим источникам село основано переселенцами из деревни Слакбаш.

## Население
| 2002 | 2009 | 2010 |
| ---- | ---- | ---- |
| 465  | ↗466 | ↘450 |

Согласно переписи 2002 года, преобладающие национальности: чуваши (65 %), русские (30 %), башкиры (2 %).

## Религия
В селе есть православная часовня Георгия Победоносца.

## Известные уроженцы
- Валетова, Нина Петровна (род. 19 ноября 1958) — российский и американский художник.